# Bill Shankly
William „Bill“ Shankly, OBE (* 2. September 1913 in Glenbuck, East Ayrshire; † 29. September 1981 in Liverpool) war ein schottischer Fußballspieler und -trainer. Er genoss vor allem als Trainer des FC Liverpool während der erfolgreichen Ära der 1960er und 1970er Jahre große Popularität.

## Spielerlaufbahn
Shankly wurde als jüngstes von elf Kindern in der kleinen Arbeiterstadt Glenbuck im Süden Schottlands geboren. Seine Laufbahn als Fußballer startete er beim lokalen Verein, den Glenbuck Cherrypickers, der allerdings aufgelöst wurde, bevor Shankly ein Spiel mit der ersten Mannschaft absolvieren konnte. Er gelangte daraufhin über Cronberry Eglinton schließlich nach England zu Carlisle United. Nach einer Saison wechselte er 1933 zu Preston North End, wo er sich als kämpferischer Mittelfeldspieler einen Namen machte und bis zu seinem Karriereende als Spieler 1949 blieb.

## Trainerlaufbahn
Kurz nach seinem Rücktritt übernahm Shankly einen Job als Trainer bei seinem früheren Verein in Carlisle. Schon dort setzte er seine eigene Philosophie um, krempelte den in der Third Division festsitzenden Club völlig um und erreichte mit ihm in seiner zweiten Saison den 3. Rang. Doch wegen Streitigkeiten mit dem Management wechselte er zu Grimsby Town, das er ebenfalls nach kurzer Zeit und ohne größere Erfolge verließ. In der Folge versuchte er mit dem Provinzclub AFC Workington einen Neuanfang. Der Respekt, den sich die Mannschaft unter seiner Leitung erspielte, ließ Huddersfield Town aus der Second Division auf ihn aufmerksam werden. Anfangs nur mit den Junioren betraut, stieg er bald zum Coach der 1. Mannschaft auf. Es kam jedoch erneut zu Zwistigkeiten mit dem Management, welches die besten Spieler verkaufte. Deshalb kam ihm ein Angebot aus Liverpool im November 1959 gerade recht. Mit Liverpool kam für Shankly endlich der große Erfolg. 1962 stieg die Mannschaft in die First Division, der damaligen höchsten Spielklasse in England, auf, nur um zwei Jahre später den sechsten Meistertitel der Vereinsgeschichte zu gewinnen. Im Jahr darauf gewann Liverpool den FA Cup und brillierte in der folgenden Saison, als der Verein nicht nur die Meisterschaft für sich entscheiden konnte, sondern auch im Europapokal der Pokalsieger überraschte und das Finale nur knapp verlor. Nach dem Titelgewinn 1966 folgte eine längere Trockenzeit. Die Mannschaft war allmählich überaltert, und es wurden lange keine neuen Spieler mehr eingekauft. Erst nach einem Generationenwechsel gewann man 1973 Meisterschaft und den UEFA-Pokal. Damit war Liverpool zu den ganz Großen in Europa aufgestiegen. In der folgenden Saison wurden die Reds in der First Division zwar von Leeds United auf den zweiten Rang verwiesen, konnten dafür den FA Cup für sich entscheiden. Nach 43 Jahren im professionellen Fußball, davon 15 Jahre als Trainer bei Liverpool, gab Shankly im Juli 1974 seinen Rücktritt bekannt.
Bill Shankly pflegte eine eigene Philosophie, wenn es um Fußball ging. Das belegt sein berühmtestes Zitat:

„Es gibt Leute, die denken, Fußball sei eine Frage von Leben und Tod. Ich mag diese Einstellung nicht. Ich kann Ihnen versichern, dass es noch sehr viel ernster ist.“

Shankly sah im Fußball nicht nur eine sportliche, sondern auch eine kulturelle und politische Angelegenheit. Einmal sagte er: „Ich bin ein Mann des Volkes – nur das Volk zählt.“ Deshalb waren für ihn die Anhänger so wichtig wie die Spieler. Der bekennende Sozialist Shankly sah in seiner Auffassung des Fußballsports sein politisches Ideal verkörpert: „Im Sozialismus, an den ich glaube, arbeitet jeder für den anderen und alle bekommen einen Teil des Gewinns. So sehe ich Fußball, so sehe ich das Leben.“ Die Mannschaft stand dabei im Zentrum, deshalb legte Shankly Wert auf die Einheit in der Mannschaft und das Spiel mit Herz. Shankly hatte insgesamt nicht so viel Erfolg wie sein Nachfolger Bob Paisley, doch er ging in die Geschichte ein als der Coach, der das in der zweiten Liga spielende Liverpool zu einer der besten Mannschaften der Welt formte.

## Trivia

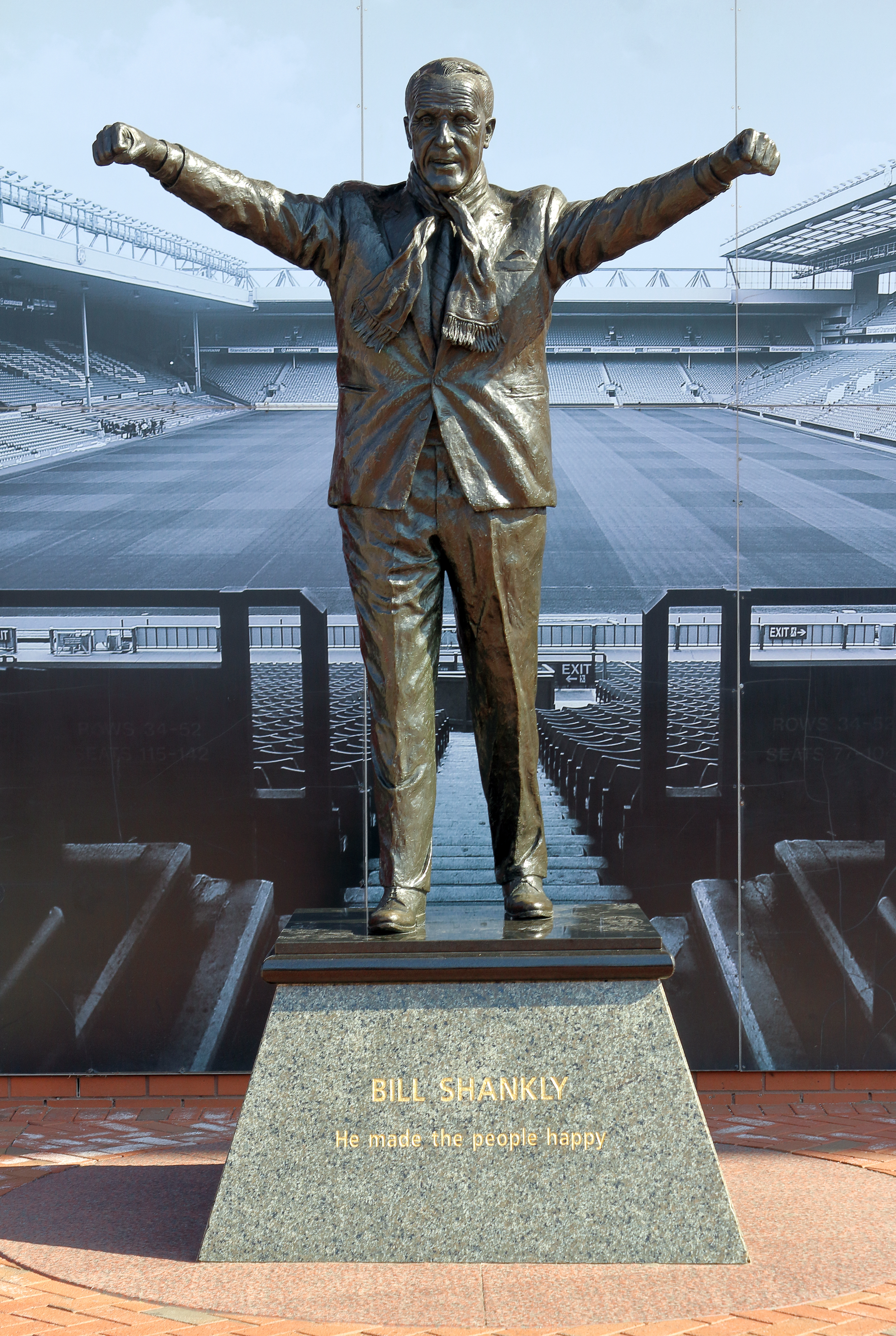
Bronzestatue an der Anfield Road

Zu Ehren Shanklys wurde vor der legendären Kop an der Anfield Road eine lebensgroße Bronzestatue von ihm errichtet. Sie trägt die Inschrift: He made the people happy – Er machte die Menschen glücklich. Shanklys Asche wurde nach seinem Tod auf dem Rasen des Stadions an der Anfield Road verstreut. 2002 wurde Bill Shankly in die Scottish Sports Hall of Fame aufgenommen.

## Statistik

### Erfolge als Spieler
- FA-Cup-Sieger mit Preston North End 1937/38

### Erfolge als Trainer
- Meister der Second Division und Aufstieg in die First Division mit Liverpool 1961/62
- Englischer Meister mit Liverpool 1963/64, 1965/66, 1972/73
- UEFA-Pokal-Sieger mit Liverpool 1972/73
- FA-Cup-Sieger mit Liverpool 1964/65, 1973/74